# 후쿠오카현 제5구
후쿠오카현 제5구(일본어:福岡県第5区)은 일본의 중의원 선거구이다. 1994년 공직선거법이 개정되면서 신설되었다.
현재 중의원은 자유민주당 소속의 하라다 요시아키이다.

## 지역
- 후쿠오카시미나미구
- 지쿠시노시
- 가스가시
- 오노조시
- 다자이후시
- 아사쿠라시
- 니카가와 시
- 아사쿠라군